# سامانتا باسکارینو
سامانتا باسکارینو (انگلیسی: Samantha Boscarino؛ زادهٔ ۲۶ دسامبر ۱۹۹۴) یک هنرپیشه و خواننده اهل ایالات متحده آمریکا است. وی از سال ۲۰۰۸ میلادی تاکنون مشغول فعالیت بوده‌است.
از فیلم‌ها یا برنامه‌های تلویزیونی که وی در آن نقش داشته‌است می‌توان به گروهک (۲۰۰۸) و ان‌سی‌آی‌اس (۲۰۱۴) اشاره کرد.